# Girolamo Foscari
Girolamo Foscari (Venezia, 1505 – Roma, 2 gennaio 1563) è stato un vescovo cattolico italiano.

## Biografia
Nacque da Marco di Giovanni Foscari (del ramo di San Simeon Piccolo) e da Orsa Cappello. Il padre, legato agli ambienti filocuriali, lo indirizzò alla vita politica tentando di farlo entrare anticipatamente in Maggior Consiglio; ma Girolamo, condizionato dalla salute cagionevole, preferì la carriera ecclesiastica e nel 1523 divenne canonico a Padova, città in cui la sua famiglia manteneva interessi e proprietà (tra cui il complesso dell'Arena con la cappella degli Scrovegni).
Nella città euganea rimase tre anni, finché il 15 maggio 1526, sempre grazie all'influenza del padre, fu eletto da papa Clemente VII vescovo di Torcello (inizialmente ne fu solo amministratore a causa della giovane età). Si trattava di una diocesi piccola e molto povera, tuttavia era assai vicina a Venezia e questo permise al Foscari di continuare a vivere nella casa natale, senza rinunciare a lunghi soggiorni a Padova dove, forse, cercò senza successo di laurearsi. Per quanto riguarda l'amministrazione della sede, non fu particolarmente zelante (ordinò una visita pastorale, ma non la eseguì personalmente), mentre si dedicò maggiormente alla cura degli aspetti economici: sappiamo che nel 1540 fu in lite con il vescovo di Famagosta per una pensione gravante sulla mensa torcellana.
Tra il 1545 e il 1550 visse a Roma in quanto fu designato chierico della Camera apostolica. Guadagnatosi la stima dei rappresentanti della Curia, fu chiamato a partecipare al concilio di Trento per «contrapesar agli spiriti maligni».
Giunto a Trento il 2 aprile 1546, il Foscari disertò la gran parte delle discussioni, partecipando solo alle votazioni in cui appoggiò sempre l'ala conservatrice. Tornò a Venezia due mesi e mezzo dopo; prese nuovamente parte all'assise solo per qualche giorno nel gennaio del 1547 e poi per qualche settimana successivamente il 26 febbraio. Giustificò l'abbandono definitivo con dei problemi economici, ma lo stesso Giovanni Della Casa, nunzio a Venezia, ammise che l'indolenza del Foscari era in realtà coperta dall'influenza del padre.
Certamente genitore e figlio rappresentarono dei contatti preziosi per lo Stato della Chiesa, il quale poteva essere messo a conoscenza delle mosse del Senato veneziano attorno a un'alleanza con la Francia contro il Sacro Romano Impero. Da una missiva del settembre 1547 inviata dal segretario di Stato Vaticano al nunzio Marcello Cervini, sappiamo che il papa intendeva premiare i contributi di Girolamo creandolo cardinale.
Se dal punto di vista ecclesiastico non brillò particolarmente, ben più rilevante fu la sua preparazione a livello economico. Esemplare è il Dialogo...nel quale si forma un perfetto principe, et una perfetta Repubblica, redatto da lui nel 1548. Si tratta di un dibattito immaginario tra dieci personalità illustri - tra cui lo stesso autore - avvenuto nella residenza romana dell'ambasciatore veneto Bernardo Navagero, in cui si discute della migliore forma di governo. Proprio il Foscari presenta il profilo del perfetto senatore in materia di economia del lavoro, al quale non dovrebbe mai mancare il desiderio di conoscenza. Non è un caso, quindi, se il 28 dicembre 1555 papa Paolo IV lo nominò tesoriere delle disastrate finanze pontificie, benché lasciasse l'incarico già nell'ottobre successivo.
Nel Dialogo emerge anche la sua avversione contro i cristiani impreparati sui testi sacri. In effetti, il 29 settembre 1559 istituì una mansioneria della durata di cinquant'anni per istruire i chierici di Torcello e delle isole vicine.
Tornò a Roma nel dicembre 1562 ma, a causa dei disagi patiti durante il viaggio - va ricordata la sua salute malferma -, vi morì pochi giorni dopo. Fu sepolto nella chiesa di Santa Maria del Popolo.